# گائتان کربس
گائتان کربس (انگلیسی: Gaëtan Krebs؛ زادهٔ ۱۸ نوامبر ۱۹۸۵) بازیکن فوتبال اهل فرانسه است.
از باشگاه‌هایی که در آن بازی کرده‌است می‌توان به باشگاه فوتبال کارلسروهه، اشپورت فقاند زیگن، باشگاه فوتبال هانوفر ۹۶، و باشگاه فوتبال استراسبورگ اشاره کرد.